# Libertà e Solidarietà
Libertà e Solidarietà (in slovacco: Sloboda a Solidarita - SaS, e dal 2023 SASKA) è un partito politico slovacco di orientamento liberale, liberalconservatoree libertario civile (a favore di matrimoni gay e liberalizzazione delle droghe), fondato nel 2009 dall'economista Richard Sulík, che ha progettato la flat tax vigente in Slovacchia.
Il maggior risultato del partito fu alle parlamentari del 2016, quando raccolse il 12,1% dei consensi e 315.558 voti.
Ha fatto parte dal 2020 del governo Matovič in coalizione con altri partiti di centro-destra. Ha dato vita alla maggioranza che ha sostenuto il governo Heger nel 2021, ma nel settembre 2022 il partito è passato all'opposizione in seguito a una crisi, nata dall'opposizione del ministro delle finanze Igor Matovič a un pacchetto di aiuti per le famiglie. Con l'uscita di SaS dalla compagine governativa il governo Heger è divenuto un governo di minoranza.

## Risultati elettorali
| Elezione          | Voti    | %     | Seggi    | Posizione   |
| ----------------- | ------- | ----- | -------- | ----------- |
| Parlamentari 2010 | 307.287 | 12,15 | 22 / 150 | Maggioranza |
| Parlamentari 2012 | 150.266 | 5,88  | 11 / 150 | Opposizione |
| Parlamentari 2016 | 315.558 | 12,10 | 21 / 150 | Opposizione |
| Parlamentari 2020 | 179.246 | 6,22  | 13 / 150 | Maggioranza |
| Parlamentari 2023 | 187.645 | 6,32  | 11 / 150 | Opposizione |

Europee:
| Elezione     | Voti   | %    | Seggi  |
| ------------ | ------ | ---- | ------ |
| Europee 2009 | 39.016 | 4,72 | 0 / 13 |
| Europee 2014 | 37.376 | 6,66 | 1 / 13 |
| Europee 2019 | 94.839 | 9,62 | 2 / 13 |
| Europee 2024 | 72 703 | 4,92 | 0 / 15 |